# Szaturnusz-díj a legjobb forgatókönyvnek
A legjobb forgatókönyvnek járó Szaturnusz-díjat évente adja át az Academy of Science Fiction, Fantasy & Horror Films szervezet. A díjjal a sci-fi, a fantasy és a horrorfilmes műfaj alkotóit jutalmazzák a második, 1975-ös díjátadó óta.
A legtöbb, négy győzelmet James Cameron és Christopher Nolan aratta hét, illetve hat jelölésből. William Peter Blatty három alkalommal bizonyult a legjobbnak. Guillermo del Toro, Peter Jackson, Quentin Tarantino és Fran Walsh – Cameronhoz hasonlóan – hét-hét jelölést kapott.

## Győztesek és jelöltek
Győztes forgatókönyvíró
- – Oscar-nyertes forgatókönyvíró legjobb eredeti vagy adaptált forgatókönyv kategóriában.
- – Oscarra jelölt forgatókönyvíró legjobb eredeti vagy adaptált forgatókönyv kategóriában.
- † – posztumusz jelölés

MEGJEGYZÉS: Az Év oszlop az adott művek megjelenési évére utal, a tényleges díjátadó ceremóniát a következő évben rendezték meg.

### 1970-es évek
| Év                      | Forgatókönyvíró(k)                | Magyar cím                         | Eredeti cím                             |
| ----------------------- | --------------------------------- | ---------------------------------- | --------------------------------------- |
| 1973 (2. díjátadó)      | William Peter Blatty              | Az ördögűző                        | The Exorcist                            |
| 1974/1975 (3. díjátadó) | Ib Melchior (életműdíj)           | Ib Melchior (életműdíj)            | Ib Melchior (életműdíj)                 |
| 1974/1975 (3. díjátadó) | Harlan Ellison (életműdíj)        |                                    |                                         |
| 1976 (4. díjátadó)      | Jimmy Sangster (életműdíj)        | Jimmy Sangster (életműdíj)         | Jimmy Sangster (életműdíj)              |
| 1977 (5. díjátadó)      | George Lucas                      | Star Wars IV. rész – Egy új remény | Star Wars                               |
| 1977 (5. díjátadó)      | Larry Gelbart                     | Te jó Isten!                       | Oh, God!                                |
| 1977 (5. díjátadó)      | Laird Koenig                      | A kislány, aki az utcánkban lakik  | The Little Girl Who Lives Down the Lane |
| 1977 (5. díjátadó)      | Steven Spielberg                  | Harmadik típusú találkozások       | Close Encounters of the Third Kind      |
| 1977 (5. díjátadó)      | Michael Winner és Jeffrey Konvitz | Az őrszem                          | The Sentinel                            |
| 1978 (6. díjátadó)      | Elaine May, Warren Beatty         | Ép testben épp, hogy élek          | Heaven Can Wait                         |
| 1978 (6. díjátadó)      | Heywood Gould                     | A brazíliai fiúk                   | The Boys from Brazil                    |
| 1978 (6. díjátadó)      | Cliff Green                       | Piknik a Függő Sziklánál           | Picnic at Hanging Rock                  |
| 1978 (6. díjátadó)      | Rosemary Ritvo és Alfred Sole     | Alice, édes Alice!                 | Alice, Sweet Alice (Communion)          |
| 1978 (6. díjátadó)      | Anthony Shaffer                   | A vesszőből font ember             | The Wicker Man                          |
| 1979 (7. díjátadó)      | Nicholas Meyer                    | Időről időre                       | Time After Time                         |
| 1979 (7. díjátadó)      | Jerry Juhl és Jack Burns          | Muppet-show                        | The Muppet Movie                        |
| 1979 (7. díjátadó)      | Robert Kaufman                    | Szerelem első harapásra            | Love at First Bite                      |
| 1979 (7. díjátadó)      | Dan O'Bannon                      | A nyolcadik utas: a Halál          | Alien                                   |
| 1979 (7. díjátadó)      | Jeb Rosebrook és Gerry Day        | A fekete lyuk                      | The Black Hole                          |

### 1980-as évek
| Év                       | Forgatókönyvíró(k)                                           | Magyar cím                                    | Eredeti cím                                                |
| ------------------------ | ------------------------------------------------------------ | --------------------------------------------- | ---------------------------------------------------------- |
| 1980 (8. díjátadó)       | William Peter Blatty                                         | A kilencedik alakzat                          | The Ninth Configuration                                    |
| 1980 (8. díjátadó)       | Sidney Aaron                                                 | Változó állapotok                             | Altered States                                             |
| 1980 (8. díjátadó)       | Leigh Brackett † és Lawrence Kasdan                          | Star Wars V. rész – A Birodalom visszavág     | Star Wars Episode V: The Empire Strikes Back               |
| 1980 (8. díjátadó)       | Lewis John Carlino                                           | Feltámadás                                    | Resurrection                                               |
| 1980 (8. díjátadó)       | John Sayles                                                  | Az aligátor                                   | Alligator                                                  |
| 1981 (9. díjátadó)       | Lawrence Kasdan                                              | Az elveszett frigyláda fosztogatói            | Raiders of the Lost Ark                                    |
| 1981 (9. díjátadó)       | David Eyre és Michael Wadleigh                               | A farkas                                      | Wolfen                                                     |
| 1981 (9. díjátadó)       | Peter Hyams                                                  | Gyilkos bolygó                                | Outland                                                    |
| 1981 (9. díjátadó)       | John Landis                                                  | Egy amerikai farkasember Londonban            | An American Werewolf in London                             |
| 1981 (9. díjátadó)       | Michael Palin és Terry Gilliam                               | Időbanditák                                   | Time Bandits                                               |
| 1982 (10. díjátadó)      | Melissa Mathison                                             | E. T., a földönkívüli                         | E.T. the Extra-Terrestrial                                 |
| 1982 (10. díjátadó)      | Jay Presson Allen                                            | Halálcsapda                                   | Deathtrap                                                  |
| 1982 (10. díjátadó)      | Terry Hayes, George Miller és Brian Hannant                  | Mad Max 2.                                    | Mad Max 2: The Road Warrior                                |
| 1982 (10. díjátadó)      | Tom Karnowski, John V. Stuckmeyer és Albert Pyun             | Talen kardja – Harc a mágia ellen             | The Sword and the Sorcerer                                 |
| 1982 (10. díjátadó)      | Jack B. Sowards                                              | Űrszekerek II: A Khan bosszúja                | Star Trek II: The Wrath of Khan                            |
| 1983 (11. díjátadó)      | Ray Bradbury                                                 | Gonosz lélek közeleg                          | Something Wicked This Way Comes                            |
| 1983 (11. díjátadó)      | Jeffrey Boam                                                 | A holtsáv                                     | The Dead Zone                                              |
| 1983 (11. díjátadó)      | William Condon és Michael Laughlin                           | –                                             | Strange Invaders                                           |
| 1983 (11. díjátadó)      | Lawrence Kasdan és George Lucas                              | Star Wars VI. rész – A Jedi visszatér         | Star Wars Episode VI: Return of the Jedi                   |
| 1983 (11. díjátadó)      | Lawrence Lasker és Walter Parkes                             | Háborús játékok                               | WarGames                                                   |
| 1984 (12. díjátadó)      | James Cameron és Gale Anne Hurd                              | Terminátor – A halálosztó                     | The Terminator                                             |
| 1984 (12. díjátadó)      | Chris Columbus                                               | Szörnyecskék                                  | Gremlins                                                   |
| 1984 (12. díjátadó)      | Alex Cox                                                     | Segítő kezek                                  | Repo Man                                                   |
| 1984 (12. díjátadó)      | Willard Huyck és Gloria Katz                                 | Indiana Jones és a végzet temploma            | Indiana Jones and the Temple of Doom                       |
| 1984 (12. díjátadó)      | Earl Mac Rauch                                               | Nyomul a nyolcadik dimenzió                   | The Adventures of Buckaroo Banzai Across the 8th Dimension |
| 1985 (13. díjátadó)      | Tom Holland                                                  | Frászkarika – Veszélyes éj                    | Fright Night                                               |
| 1985 (13. díjátadó)      | Woody Allen                                                  | Kairó bíbor rózsája                           | The Purple Rose of Cairo                                   |
| 1985 (13. díjátadó)      | Tom Benedek                                                  | Selyemgubó                                    | Cocoon                                                     |
| 1985 (13. díjátadó)      | Chris Columbus                                               | Az ifjú Sherlock Holmes és a félelem piramisa | Young Sherlock Holmes                                      |
| 1985 (13. díjátadó)      | Terry Hayes és George Miller                                 | Mad Max 3.                                    | Mad Max 3: Beyond Thunderdome                              |
| 1986 (14. díjátadó)      | James Cameron                                                | A bolygó neve: Halál                          | Aliens                                                     |
| 1986 (14. díjátadó)      | Howard Ashman                                                | Rémségek kicsiny boltja                       | Little Shop of Horrors                                     |
| 1986 (14. díjátadó)      | Nick Castle                                                  | Repül a haverom                               | The Boy Who Could Fly                                      |
| 1986 (14. díjátadó)      | Paul Hogan, Ken Shadie és John Cornell                       | Krokodil Dundee                               | "Crocodile" Dundee                                         |
| 1986 (14. díjátadó)      | Steve Meerson, Peter Krikes, Harve Bennett és Nicholas Meyer | Star Trek IV: A hazatérés                     | Star Trek IV: The Voyage Home                              |
| 1987 (15. díjátadó)      | Edward Neumeier és Michael Miner                             | Robotzsaru                                    | RoboCop                                                    |
| 1987 (15. díjátadó)      | Michael Cristofer                                            | Az eastwicki boszorkányok                     | The Witches of Eastwick                                    |
| 1987 (15. díjátadó)      | James Dearden                                                | Végzetes vonzerő                              | Fatal Attraction                                           |
| 1987 (15. díjátadó)      | William Goldman                                              | A herceg menyasszonya                         | The Princess Bride                                         |
| 1987 (15. díjátadó)      | Bob Hunt                                                     | Gyilkos az űrből                              | The Hidden                                                 |
| 1987 (15. díjátadó)      | Alan Parker                                                  | Angyalszív                                    | Angel Heart                                                |
| 1988 (16. díjátadó)      | Gary Ross és Anne Spielberg                                  | Segítség, felnőttem!                          | Big                                                        |
| 1988 (16. díjátadó)      | David Cronenberg és Norman Snider                            | Két test, egy lélek                           | 'Dead Ringers                                              |
| 1988 (16. díjátadó)      | Don Mancini, John Lafia és Tom Holland                       | Gyerekjáték                                   | Child's Play                                               |
| 1988 (16. díjátadó)      | Michael McDowell és Warren Skaaren                           | Beetlejuice – Kísértethistória                | Beetlejuice                                                |
| 1988 (16. díjátadó)      | Alan B. McElroy                                              | Halloween 4. – A rémület visszatér            | Halloween 4: The Return of Michael Myers                   |
| 1988 (16. díjátadó)      | Jeffrey Price és Peter S. Seaman                             | Roger nyúl a pácban                           | Who Framed Roger Rabbit                                    |
| 1989/1990 (17. díjátadó) | William Peter Blatty                                         | Ördögűző 3.                                   | The Exorcist III                                           |
| 1989/1990 (17. díjátadó) | Jerry Belson                                                 | Örökké                                        | Always                                                     |
| 1989/1990 (17. díjátadó) | Jeffrey Boam                                                 | Indiana Jones és az utolsó kereszteslovag     | Indiana Jones and the Last Crusade                         |
| 1989/1990 (17. díjátadó) | James Cameron                                                | A mélység titka                               | The Abyss                                                  |
| 1989/1990 (17. díjátadó) | Don Jakoby és Wesley Strick                                  | Arachnophobia – Pókiszony                     | Arachnophobia                                              |
| 1989/1990 (17. díjátadó) | Phil Alden Robinson                                          | Baseball álmok                                | Field of Dreams                                            |
| 1989/1990 (17. díjátadó) | Bruce Joel Rubin                                             | Ghost                                         | Ghost                                                      |
| 1989/1990 (17. díjátadó) | Ronald Shusett, Dan O'Bannon és Gary Goldman                 | Total Recall – Az emlékmás                    | Total Recall                                               |

### 1990-es évek
| Év                  | Forgatókönyvíró(k)                                         | Magyar cím                              | Eredeti cím                            |
| ------------------- | ---------------------------------------------------------- | --------------------------------------- | -------------------------------------- |
| 1991 (18. díjátadó) | Ted Tally                                                  | A bárányok hallgatnak                   | The Silence of the Lambs               |
| 1991 (18. díjátadó) | Albert Brooks                                              | Tranzit a mindenhatóhoz                 | Defending Your Life                    |
| 1991 (18. díjátadó) | James Cameron és William Wisher                            | Terminátor 2. – Az ítélet napja         | Terminator 2: Judgment Day             |
| 1991 (18. díjátadó) | Charles Gale                                               | Villamosszék Kft.                       | Guilty as Charged                      |
| 1991 (18. díjátadó) | William Goldman                                            | Tortúra                                 | Misery                                 |
| 1991 (18. díjátadó) | Richard LaGravenese                                        | A halászkirály legendája                | The Fisher King                        |
| 1992 (19. díjátadó) | James V. Hart                                              | Drakula                                 | Bram Stoker's Dracula                  |
| 1992 (19. díjátadó) | Martin Donovan és David Koepp                              | Jól áll neki a halál                    | Death Becomes Her                      |
| 1992 (19. díjátadó) | Joe Eszterhas                                              | Elemi ösztön                            | Basic Instinct                         |
| 1992 (19. díjátadó) | David Giler, Walter Hill és Larry Ferguson                 | A végső megoldás: Halál                 | Alien 3                                |
| 1992 (19. díjátadó) | David Lynch és Robert Engels                               | Twin Peaks – Tűz, jöjj velem!           | Twin Peaks: Fire Walk with Me          |
| 1992 (19. díjátadó) | Nicholas Meyer és Denny Martin Flinn                       | Star Trek VI: A nem ismert tartomány    | Star Trek VI: The Undiscovered Country |
| 1992 (19. díjátadó) | Bernard Rose                                               | Kampókéz                                | Candyman                               |
| 1993 (20. díjátadó) | Michael Crichton és David Koepp                            | Jurassic Park                           | Jurassic Park                          |
| 1993 (20. díjátadó) | Shane Black és David Arnott                                | Az utolsó akcióhős                      | Last Action Hero                       |
| 1993 (20. díjátadó) | Brent Maddock, S. S. Wilson, Gregory Hansen és Erik Hansen | Lelkük rajta                            | Heart and Souls                        |
| 1993 (20. díjátadó) | Tim Metcalfe                                               | Kalifornia – A halál nem utazik egyedül | Kalifornia                             |
| 1993 (20. díjátadó) | Danny Rubin és Harold Ramis                                | Idétlen időkig                          | Groundhog Day                          |
| 1993 (20. díjátadó) | Quentin Tarantino                                          | Tiszta románc                           | True Romance                           |
| 1993 (20. díjátadó) | Tracy Tormé                                                | Égi tűz                                 | Fire in the Sky                        |
| 1994 (21. díjátadó) | Jim Harrison és Wesley Strick                              | Farkas                                  | Wolf                                   |
| 1994 (21. díjátadó) | Scott Alexander és Larry Karaszewski                       | Ed Wood                                 | Ed Wood                                |
| 1994 (21. díjátadó) | Frank Darabont                                             | A remény rabjai                         | The Shawshank Redemption               |
| 1994 (21. díjátadó) | Steph Lady és Frank Darabont                               | Frankenstein                            | Mary Shelley's Frankenstein            |
| 1994 (21. díjátadó) | Eric Roth                                                  | Forrest Gump                            | Forrest Gump                           |
| 1994 (21. díjátadó) | Mark Verheiden                                             | Időzsaru                                | Timecop                                |
| 1995 (22. díjátadó) | Andrew Kevin Walker                                        | Hetedik                                 | Seven                                  |
| 1995 (22. díjátadó) | James Cameron és Jay Cocks                                 | Strange Days – A halál napja            | Strange Days                           |
| 1995 (22. díjátadó) | George Miller és Chris Noonan                              | Babe                                    | Babe                                   |
| 1995 (22. díjátadó) | David Webb Peoples és Janet Peoples                        | 12 majom                                | 12 Monkeys                             |
| 1995 (22. díjátadó) | Quentin Tarantino                                          | Alkonyattól pirkadatig                  | From Dusk till Dawn                    |
| 1995 (22. díjátadó) | Joss Whedon, Andrew Stanton, Joel Cohen és Alec Sokolow    | Toy Story – Játékháború                 | Toy Story                              |
| 1996 (23. díjátadó) | Kevin Williamson                                           | Sikoly                                  | Scream                                 |
| 1996 (23. díjátadó) | Brannon Braga és Ronald D. Moore                           | Star Trek: Kapcsolatfelvétel            | Star Trek: First Contact               |
| 1996 (23. díjátadó) | Dean Devlin és Roland Emmerich                             | A függetlenség napja                    | Independence Day                       |
| 1996 (23. díjátadó) | Jonathan Gems                                              | Támad a Mars!                           | Mars Attacks!                          |
| 1996 (23. díjátadó) | Wachowski testvérek                                        | Fülledtség                              | Bound                                  |
| 1996 (23. díjátadó) | Fran Walsh és Peter Jackson                                | Törjön ki a frász!                      | The Frighteners                        |
| 1997 (24. díjátadó) | Mike Werb és Michael Colleary                              | Ál/Arc                                  | Face/Off                               |
| 1997 (24. díjátadó) | James V. Hart és Michael Goldenberg                        | Kapcsolat                               | Contact                                |
| 1997 (24. díjátadó) | Jonathan Lemkin és Tony Gilroy                             | Az ördög ügyvédje                       | The Devil's Advocate                   |
| 1997 (24. díjátadó) | Edward Neumeier                                            | Csillagközi invázió                     | Starship Troopers                      |
| 1997 (24. díjátadó) | Matthew Robbins és Guillermo del Toro                      | Mimic – A júdás faj                     | Mimic                                  |
| 1997 (24. díjátadó) | Ed Solomon                                                 | Men in Black – Sötét zsaruk             | Men in Black                           |
| 1998 (25. díjátadó) | Andrew Niccol                                              | Truman Show                             | The Truman Show                        |
| 1998 (25. díjátadó) | Brandon Boyce                                              | Stephen King: Az eminens                | Apt Pupil                              |
| 1998 (25. díjátadó) | Don Mancini                                                | Chucky menyasszonya                     | Bride of Chucky                        |
| 1998 (25. díjátadó) | Alex Proyas, Lem Dobbs és David S. Goyer                   | Dark City                               | Dark City                              |
| 1998 (25. díjátadó) | Gary Ross                                                  | Pleasantville                           | Pleasantville                          |
| 1998 (25. díjátadó) | Joseph Stefano                                             | Psycho                                  | Psycho                                 |
| 1999 (26. díjátadó) | Charlie Kaufman                                            | A John Malkovich menet                  | Being John Malkovich                   |
| 1999 (26. díjátadó) | Ehren Kruger                                               | A szomszéd                              | Arlington Road                         |
| 1999 (26. díjátadó) | M. Night Shyamalan                                         | Hatodik érzék                           | The Sixth Sense                        |
| 1999 (26. díjátadó) | Stephen Sommers                                            | A múmia                                 | The Mummy                              |
| 1999 (26. díjátadó) | Wachowski testvérek                                        | Mátrix                                  | The Matrix                             |
| 1999 (26. díjátadó) | Andrew Kevin Walker                                        | Az Álmosvölgy legendája                 | Sleepy Hollow                          |

### 2000-es évek
| Év                  | Forgatókönyvíró(k)                                                 | Magyar cím                                                    | Eredeti cím                                                    |
| ------------------- | ------------------------------------------------------------------ | ------------------------------------------------------------- | -------------------------------------------------------------- |
| 2000 (27. díjátadó) | David Hayter                                                       | X-Men – A kívülállók                                          | X-Men                                                          |
| 2000 (27. díjátadó) | Toby Emmerich                                                      | Frekvencia                                                    | Frequency                                                      |
| 2000 (27. díjátadó) | David Franzoni, John Logan és William Nicholson                    | Gladiátor                                                     | Gladiator                                                      |
| 2000 (27. díjátadó) | Karey Kirkpatrick                                                  | Csibefutam                                                    | Chicken Run                                                    |
| 2000 (27. díjátadó) | Billy Bob Thornton és Tom Epperson                                 | Rossz álmok                                                   | The Gift                                                       |
| 2000 (27. díjátadó) | Vang Huj-ling, James Schamus és Tsai Kuo Jung                      | Tigris és sárkány                                             | Crouching Tiger, Hidden Dragon                                 |
| 2001 (28. díjátadó) | Steven Spielberg                                                   | A. I. – Mesterséges értelem                                   | A.I. Artificial Intelligence                                   |
| 2001 (28. díjátadó) | Alejandro Amenábar                                                 | Más világ                                                     | The Others                                                     |
| 2001 (28. díjátadó) | Stéphane Cabel, Christophe Gans                                    | Farkasok szövetsége                                           | Brotherhood of the Wolf                                        |
| 2001 (28. díjátadó) | Ted Elliott, Terry Rossio, Joe Stillman és Roger S. H. Schulman    | Shrek                                                         | Shrek                                                          |
| 2001 (28. díjátadó) | Andrew Stanton, Dan Gerson                                         | Szörny Rt.                                                    | Monsters, Inc.                                                 |
| 2001 (28. díjátadó) | Fran Walsh, Philippa Boyens és Peter Jackson                       | A Gyűrűk Ura: A Gyűrű Szövetsége                              | The Lord of the Rings: The Fellowship of the Ring              |
| 2002 (29. díjátadó) | Scott Frank és Jon Cohen                                           | Különvélemény                                                 | Minority Report                                                |
| 2002 (29. díjátadó) | Mijazaki Hajao Cindy Davis Hewitt és Donald H. Hewitt              | Chihiro Szellemországban                                      | Sen to Chihiro no Kamikakushi                                  |
| 2002 (29. díjátadó) | Brent Hanley                                                       | Isten haragja                                                 | Frailty                                                        |
| 2002 (29. díjátadó) | Mark Romanek                                                       | Sötétkamra                                                    | One Hour Photo                                                 |
| 2002 (29. díjátadó) | Hillary Seitz                                                      | Álmatlanság                                                   | Insomnia                                                       |
| 2002 (29. díjátadó) | Fran Walsh, Philippa Boyens, Stephen Sinclair, Peter Jackson       | A Gyűrűk Ura: A két torony                                    | The Lord of the Rings: The Two Towers                          |
| 2003 (30. díjátadó) | Fran Walsh, Philippa Boyens, Peter Jackson                         | A Gyűrűk Ura: A király visszatér                              | The Lord of the Rings: The Return of the King                  |
| 2003 (30. díjátadó) | Michael Dougherty, Dan Harris és David Hayter                      | X-Men 2.                                                      | X-Men 2                                                        |
| 2003 (30. díjátadó) | Alex Garland                                                       | 28 nappal később                                              | 28 Days Later                                                  |
| 2003 (30. díjátadó) | Heather Hach és Leslie Dixon                                       | Nem férek a bőrödbe                                           | Freaky Friday                                                  |
| 2003 (30. díjátadó) | Andrew Stanton, Bob Peterson és David Reynolds                     | Némó nyomában                                                 | Finding Nemo                                                   |
| 2003 (30. díjátadó) | Quentin Tarantino                                                  | Kill Bill 1.                                                  | Kill Bill: Volume 1                                            |
| 2004 (31. díjátadó) | Alvin Sargent                                                      | Pókember 2.                                                   | Spider-Man 2                                                   |
| 2004 (31. díjátadó) | Stuart Beattie                                                     | Collateral – A halál záloga                                   | Collateral                                                     |
| 2004 (31. díjátadó) | Charlie Kaufman                                                    | Egy makulátlan elme örök ragyogása                            | Eternal Sunshine of the Spotless Mind                          |
| 2004 (31. díjátadó) | Steve Kloves                                                       | Harry Potter és az azkabani fogoly                            | Harry Potter and the Prisoner of Azkaban                       |
| 2004 (31. díjátadó) | Brad Bird                                                          | A Hihetetlen család                                           | The Incredibles                                                |
| 2004 (31. díjátadó) | Quentin Tarantino                                                  | Kill Bill 2.                                                  | Kill Bill: Volume 2                                            |
| 2005 (32. díjátadó) | Christopher Nolan és David S. Goyer                                | Batman: Kezdődik!                                             | Batman Begins                                                  |
| 2005 (32. díjátadó) | Steve Kloves                                                       | Harry Potter és a Tűz Serlege                                 | Harry Potter and the Goblet of Fire                            |
| 2005 (32. díjátadó) | David Koepp                                                        | Világok harca                                                 | War of the Worlds                                              |
| 2005 (32. díjátadó) | George Lucas                                                       | Star Wars III. rész – A Sith-ek bosszúja                      | Star Wars: Episode III – Revenge of the Sith                   |
| 2005 (32. díjátadó) | Ann Peacock, Andrew Adamson, Christopher Markus és Stephen McFeely | Narnia Krónikái: Az oroszlán, a boszorkány és a ruhásszekrény | The Chronicles of Narnia: The Lion, the Witch and the Wardrobe |
| 2005 (32. díjátadó) | Fran Walsh, Philippa Boyens és Peter Jackson                       | King Kong                                                     | King Kong                                                      |
| 2006 (33. díjátadó) | Michael Dougherty és Dan Harris                                    | Superman visszatér                                            | Superman Returns                                               |
| 2006 (33. díjátadó) | Andrew Birkin, Bernd Eichinger és Tom Tykwer                       | A parfüm: Egy gyilkos története                               | Perfume: The Story of a Murderer                               |
| 2006 (33. díjátadó) | Zach Helm                                                          | Felforgatókönyv                                               | Stranger than Fiction                                          |
| 2006 (33. díjátadó) | Guillermo del Toro                                                 | A faun labirintusa                                            | Pan's Labyrinth                                                |
| 2006 (33. díjátadó) | Wachowski testvérek                                                | V mint vérbosszú                                              | V for Vendetta                                                 |
| 2006 (33. díjátadó) | Neal Purvis, Robert Wade és Paul Haggis                            | Casino Royale                                                 | Casino Royale                                                  |
| 2007 (34. díjátadó) | Brad Bird                                                          | L’ecsó                                                        | Ratatouille                                                    |
| 2007 (34. díjátadó) | Joel és Ethan Coen                                                 | Nem vénnek való vidék                                         | No Country for Old Men                                         |
| 2007 (34. díjátadó) | Neil Gaiman és Roger Avary                                         | Beowulf – Legendák lovagja                                    | Beowulf                                                        |
| 2007 (34. díjátadó) | Michael Goldenberg                                                 | Harry Potter és a Főnix Rendje                                | Harry Potter and the Order of the Phoenix                      |
| 2007 (34. díjátadó) | John Logan                                                         | Sweeney Todd, a Fleet Street démoni borbélya                  | Sweeney Todd: The Demon Barber of Fleet Street                 |
| 2007 (34. díjátadó) | Zack Snyder, Kurt Johnstad és Michael B. Gordon                    | 300                                                           | 300                                                            |
| 2008 (35. díjátadó) | Christopher Nolan és Jonathan Nolan                                | A sötét lovag                                                 | The Dark Knight                                                |
| 2008 (35. díjátadó) | Mark Fergus, Hawk Ostby, Art Marcum és Matt Holloway               | A Vasember                                                    | Iron Man                                                       |
| 2008 (35. díjátadó) | David Koepp és John Kamps                                          | Kísértetváros                                                 | Ghost Town                                                     |
| 2008 (35. díjátadó) | John Ajvide Lindqvist                                              | Engedj be!                                                    | Let the Right One In                                           |
| 2008 (35. díjátadó) | Eric Roth                                                          | Benjamin Button különös élete                                 | The Curious Case of Benjamin Button                            |
| 2008 (35. díjátadó) | J. Michael Straczynski                                             | Elcserélt életek                                              | Changeling                                                     |
| 2009 (36. díjátadó) | James Cameron                                                      | Avatar                                                        | Avatar                                                         |
| 2009 (36. díjátadó) | Neill Blomkamp és Terri Tatchell                                   | District 9                                                    | District 9                                                     |
| 2009 (36. díjátadó) | David Hayter és Alex Tse                                           | Watchmen: Az őrzők                                            | Watchmen                                                       |
| 2009 (36. díjátadó) | Spike Jonze és Dave Eggers                                         | Ahol a vadak várnak                                           | Where the Wild Things Are                                      |
| 2009 (36. díjátadó) | Roberto Orci és Alex Kurtzman                                      | Star Trek                                                     | Star Trek                                                      |
| 2009 (36. díjátadó) | Quentin Tarantino                                                  | Becstelen brigantyk                                           | Inglourious Basterds                                           |

### 2010-es évek
| Év                       | Forgatókönyvíró(k)                                               | Magyar cím                             | Eredeti cím                               |
| ------------------------ | ---------------------------------------------------------------- | -------------------------------------- | ----------------------------------------- |
| 2010 (37. díjátadó)      | Christopher Nolan                                                | Eredet                                 | Inception                                 |
| 2010 (37. díjátadó)      | Michael Arndt                                                    | Toy Story 3.                           | Toy Story 3                               |
| 2010 (37. díjátadó)      | Alex Garland                                                     | Ne engedj el!                          | Never Let Me Go                           |
| 2010 (37. díjátadó)      | Mark Heyman, Andres Heinz és John J. McLaughlin                  | Fekete hattyú                          | Black Swan                                |
| 2010 (37. díjátadó)      | Peter Morgan                                                     | Azután                                 | Hereafter                                 |
| 2010 (37. díjátadó)      | Matt Reeves                                                      | Engedj be!                             | Let Me In                                 |
| 2011 (38. díjátadó)      | Jeff Nichols                                                     | –                                      | Take Shelter                              |
| 2011 (38. díjátadó)      | J. J. Abrams                                                     | Super 8                                | Super 8                                   |
| 2011 (38. díjátadó)      | Woody Allen                                                      | Éjfélkor Párizsban                     | Midnight in Paris                         |
| 2011 (38. díjátadó)      | Mike Cahill és Brit Marling                                      | Felettünk a Föld                       | Another Earth                             |
| 2011 (38. díjátadó)      | Rick Jaffa és Amanda Silver                                      | A majmok bolygója: Lázadás             | Rise of the Planet of the Apes            |
| 2011 (38. díjátadó)      | John Logan                                                       | A leleményes Hugo                      | Hugo                                      |
| 2012 (39. díjátadó)      | Quentin Tarantino                                                | Django elszabadul                      | Django Unchained                          |
| 2012 (39. díjátadó)      | Tracy Letts                                                      | Gyilkos Joe                            | Killer Joe                                |
| 2012 (39. díjátadó)      | David Magee                                                      | Pi élete                               | Life of Pi                                |
| 2012 (39. díjátadó)      | Martin McDonagh                                                  | A hét pszichopata és a si-cu           | Seven Psychopaths                         |
| 2012 (39. díjátadó)      | Joss Whedon                                                      | Bosszúállók                            | The Avengers                              |
| 2012 (39. díjátadó)      | Joss Whedon és Drew Goddard                                      | Ház az erdő mélyén                     | The Cabin in the Woods                    |
| 2013 (40. díjátadó)      | Spike Jonze                                                      | A nő                                   | Her                                       |
| 2013 (40. díjátadó)      | Joel és Ethan Coen                                               | Llewyn Davis világa                    | Inside Llewyn Davis                       |
| 2013 (40. díjátadó)      | Alfonso Cuarón és Jonás Cuarón                                   | Gravitáció                             | Gravity                                   |
| 2013 (40. díjátadó)      | Jennifer Lee                                                     | Jégvarázs                              | Frozen                                    |
| 2013 (40. díjátadó)      | Simon Pegg és Edgar Wright                                       | Világvége                              | The World's End                           |
| 2013 (40. díjátadó)      | Fran Walsh, Philippa Boyens, Peter Jackson és Guillermo del Toro | A hobbit: Smaug pusztasága             | The Hobbit: The Desolation of Smaug       |
| 2014 (41. díjátadó)      | Jonathan Nolan és Christopher Nolan                              | Csillagok között                       | Interstellar                              |
| 2014 (41. díjátadó)      | Wes Anderson                                                     | A Grand Budapest Hotel                 | The Grand Budapest Hotel                  |
| 2014 (41. díjátadó)      | Damien Chazelle                                                  | Whiplash                               | Whiplash                                  |
| 2014 (41. díjátadó)      | James Gunn és Nicole Perlman                                     | A galaxis őrzői                        | Guardians of the Galaxy                   |
| 2014 (41. díjátadó)      | Christopher Markus és Stephen McFeely                            | Amerika Kapitány: A tél katonája       | Captain America: The Winter Soldier       |
| 2014 (41. díjátadó)      | Christopher McQuarrie, Jez Butterworth és John-Henry Butterworth | A holnap határa                        | Edge of Tomorrow                          |
| 2014 (41. díjátadó)      | Fran Walsh, Philippa Boyens, Peter Jackson és Guillermo del Toro | A hobbit: Az öt sereg csatája          | The Hobbit: The Battle of the Five Armies |
| 2015 (42. díjátadó)      | Lawrence Kasdan, J. J. Abrams és Michael Arndt                   | Star Wars VII. rész – Az ébredő Erő    | Star Wars: The Force Awakens              |
| 2015 (42. díjátadó)      | Guillermo del Toro és Matthew Robbins                            | Bíborhegy                              | Crimson Peak                              |
| 2015 (42. díjátadó)      | Alex Garland                                                     | Ex Machina                             | Ex Machina                                |
| 2015 (42. díjátadó)      | Drew Goddard                                                     | Mentőexpedíció                         | The Martian                               |
| 2015 (42. díjátadó)      | Jane Goldman és Matthew Vaughn                                   | Kingsman: A titkos szolgálat           | Kingsman: The Secret Service              |
| 2015 (42. díjátadó)      | Rick Jaffa, Amanda Silver, Colin Trevorrow és Derek Connolly     | Jurassic World                         | Jurassic World                            |
| 2015 (42. díjátadó)      | George Miller, Brendan McCarthy és Nico Lathouris                | Mad Max – A harag útja                 | Mad Max: Fury Road                        |
| 2016 (43. díjátadó)      | Eric Heisserer                                                   | Érkezés                                | Arrival                                   |
| 2016 (43. díjátadó)      | Melissa Mathison †                                               | A barátságos óriás                     | The BFG                                   |
| 2016 (43. díjátadó)      | Rhett Reese és Paul Wernick                                      | Deadpool                               | Deadpool                                  |
| 2016 (43. díjátadó)      | Jon Spaihts, Scott Derrickson és C. Robert Cargill               | Doctor Strange                         | Doctor Strange                            |
| 2016 (43. díjátadó)      | Taylor Sheridan                                                  | A préri urai                           | Hell or High Water                        |
| 2016 (43. díjátadó)      | Chris Weitz és Tony Gilroy                                       | Zsivány Egyes – Egy Star Wars-történet | Rogue One: A Star Wars Story              |
| 2017 (44. díjátadó)      | Rian Johnson                                                     | Star Wars VIII. rész – Az utolsó jedik | Star Wars: The Last Jedi                  |
| 2017 (44. díjátadó)      | Ryan Coogler és Joe Robert Cole                                  | Fekete Párduc                          | Black Panther                             |
| 2017 (44. díjátadó)      | Guillermo del Toro és Vanessa Taylor                             | A víz érintése                         | The Shape of Water                        |
| 2017 (44. díjátadó)      | Hampton Fancher és Michael Green                                 | Szárnyas fejvadász 2049                | Blade Runner 2049                         |
| 2017 (44. díjátadó)      | Scott Frank, James Mangold és Michael Green                      | Logan – Farkas                         | Logan                                     |
| 2017 (44. díjátadó)      | Allan Heinberg                                                   | Wonder Woman                           | Wonder Woman                              |
| 2017 (44. díjátadó)      | Jordan Peele                                                     | Tűnj el!                               | Get Out                                   |
| 2018/2019 (45. díjátadó) | Bryan Woods, Scott Beck és John Krasinski                        | Hang nélkül                            | A Quiet Place                             |
| 2018/2019 (45. díjátadó) | Christopher Markus és Stephen McFeely                            | Bosszúállók: Végjáték                  | Avengers: Endgame                         |
| 2018/2019 (45. díjátadó) | Drew Goddard                                                     | Húzós éjszaka az El Royale-ban         | Bad Times at the El Royale                |
| 2018/2019 (45. díjátadó) | Jungmi Oh és I Cshangdong                                        | Gyújtogatók                            | Burning                                   |
| 2018/2019 (45. díjátadó) | Christopher McQuarrie                                            | Mission: Impossible – Utóhatás         | Mission: Impossible – Fallout             |
| 2018/2019 (45. díjátadó) | Jordan Peele                                                     | Mi                                     | Us                                        |
| 2018/2019 (45. díjátadó) | S. Craig Zahler                                                  | Kegyetlen zsaruk                       | Dragged Across Concrete                   |
| 2019/2020 (46. díjátadó) | Quentin Tarantino                                                | Volt egyszer egy Hollywood             | Once Upon a Time in Hollywood             |
| 2019/2020 (46. díjátadó) | J. J. Abrams és Chris Terrio                                     | Star Wars IX. rész – Skywalker kora    | Star Wars: The Rise of Skywalker          |
| 2019/2020 (46. díjátadó) | Mike Flanagan                                                    | Álom doktor                            | Doctor Sleep                              |
| 2019/2020 (46. díjátadó) | Lauren Hynek, Rick Jaffa, Elizabeth Martin és Amanda Silver      | Mulan                                  | Mulan                                     |
| 2019/2020 (46. díjátadó) | Pong Dzsunho és Han Dzsinvon                                     | Élősködők                              | Parasite                                  |
| 2019/2020 (46. díjátadó) | Christopher Nolan                                                | Tenet                                  | Tenet                                     |
| 2019/2020 (46. díjátadó) | Todd Phillips és Scott Silver                                    | Joker                                  | Joker                                     |

### 2020-as évek
| Év                       | Forgatókönyvíró(k)                                                | Magyar cím                       | Eredeti cím                                   |
| ------------------------ | ----------------------------------------------------------------- | -------------------------------- | --------------------------------------------- |
| 2021/2022 (50. díjátadó) | Guillermo del Toro és Kim Morgan                                  | Rémálmok sikátora                | Nightmare Alley                               |
| 2021/2022 (50. díjátadó) | Scott Derrickson és C. Robert Cargill                             | Fekete telefon                   | The Black Phone                               |
| 2021/2022 (50. díjátadó) | Daniel Kwan és Daniel Schienert                                   | Minden, mindenhol, mindenkor     | Everything Everywhere All at Once             |
| 2021/2022 (50. díjátadó) | Chris McKenna és Erik Sommers                                     | Pókember: Nincs hazaút           | Spider-Man: No Way Home                       |
| 2021/2022 (50. díjátadó) | Jordan Peele                                                      | Nem                              | Nope                                          |
| 2021/2022 (50. díjátadó) | Matt Reeves és Peter Craig                                        | Batman                           | The Batman                                    |
| 2021/2022 (50. díjátadó) | James Vanderbilt és Guy Busick                                    | Sikoly                           | Scream                                        |
| 2022/2023 (51. díjátadó) | James Cameron, Rick Jaffa és Amanda Silver                        | Avatar: A víz útja               | Avatar: The Way of Water                      |
| 2022/2023 (51. díjátadó) | Noah Baumbach és Greta Gerwig                                     | Barbie                           | Barbie                                        |
| 2022/2023 (51. díjátadó) | Seth Reiss és Will Tracy                                          | A menü                           | The Menu                                      |
| 2022/2023 (51. díjátadó) | Christopher McQuarrie és Erik Jendresen                           | Mission: Impossible – Leszámolás | Mission: Impossible – Dead Reckoning Part One |
| 2022/2023 (51. díjátadó) | Christopher Nolan                                                 | Oppenheimer                      | Oppenheimer                                   |
| 2022/2023 (51. díjátadó) | Mia Goth és Ti West                                               | Pearl                            | Pearl                                         |
| 2023/2024 (52. díjátadó) | Osgood Perkins                                                    | Longlegs – A rém                 | Longlegs                                      |
| 2023/2024 (52. díjátadó) | Alfred Gough és Miles Millar                                      | Beetlejuice Beetlejuice          | Beetlejuice Beetlejuice                       |
| 2023/2024 (52. díjátadó) | Shawn Levy, Ryan Reynolds, Rhett Reese, Paul Wernick és Zeb Wells | Deadpool & Rozsomák              | Deadpool & Wolverine                          |
| 2023/2024 (52. díjátadó) | Denis Villeneuve és Jon Spaihts                                   | Dűne: Második rész               | Dune: Part Two                                |
| 2023/2024 (52. díjátadó) | Takashi Yamazaki                                                  | Godzilla Minus One               | Gojira Mainasu Wan                            |
| 2023/2024 (52. díjátadó) | Josh Friedman                                                     | A majmok bolygója: A birodalom   | Kingdom of the Planet of the Apes             |
| 2023/2024 (52. díjátadó) | JT Mollner                                                        |                                  | Strange Darling                               |

## Rekordok

### Többszörös győzelmek
| 4 győzelem - James Cameron - Christopher Nolan 3 győzelem - William Peter Blatty | 2 győzelem - Lawrence Kasdan - Jonathan Nolan - Quentin Tarantino |

### Többszörös jelölések
| 7 jelölés - Guillermo del Toro - Peter Jackson - Quentin Tarantino - Fran Walsh - James Cameron 6 jelölés - Philippa Boyens - Christopher Nolan 4 jelölés - Lawrence Kasdan - David Koepp - George Miller - Rick Jaffa és Amanda Silver | 3 jelölés - J. J. Abrams - William Peter Blatty - Alex Garland - Drew Goddard - David Hayter - John Logan - George Lucas - Christopher Markus és Stephen McFeely - Nicholas Meyer - Jordan Peele - Andrew Stanton - The Wachowskis - Christopher McQuarrie | 2 jelölés - Woody Allen - Michael Arndt - Brad Bird - Jeffrey Boam - C. Robert Cargill - Joel and Ethan Coen - Chris Columbus - Frank Darabont - Scott Derrickson - Michael Dougherty - Scott Frank - Tony Gilroy - Michael Goldenberg - William Goldman - David S. Goyer - Michael Green - Dan Harris - James V. Hart | - Terry Hayes - Tom Holland - Spike Jonze - Charlie Kaufman - Steve Kloves - Don Mancini - Melissa Mathison - Edward Neumeier - Jonathan Nolan - Dan O'Bannon - Rhett Reese - Matt Reeves - Matthew Robbins - Gary Ross - Eric Roth - Jon Spaihts - Steven Spielberg - Wesley Strick - Andrew Kevin Walker - Paul Wernick - Joss Whedon |

## Fordítás
Ez a szócikk részben vagy egészben  a   Saturn Award for Best Writing című angol Wikipédia-szócikk fordításán alapul.  Az eredeti cikk szerkesztőit annak laptörténete sorolja fel. Ez a jelzés csupán a megfogalmazás eredetét és a szerzői jogokat jelzi, nem szolgál a cikkben szereplő információk forrásmegjelöléseként.